# Haus Oberschlesien

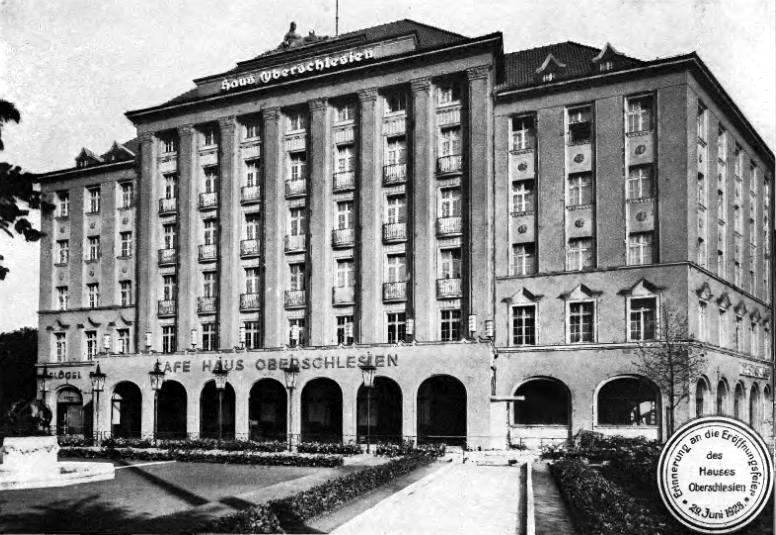
Das Haus Oberschlesien kurz nach der Eröffnung

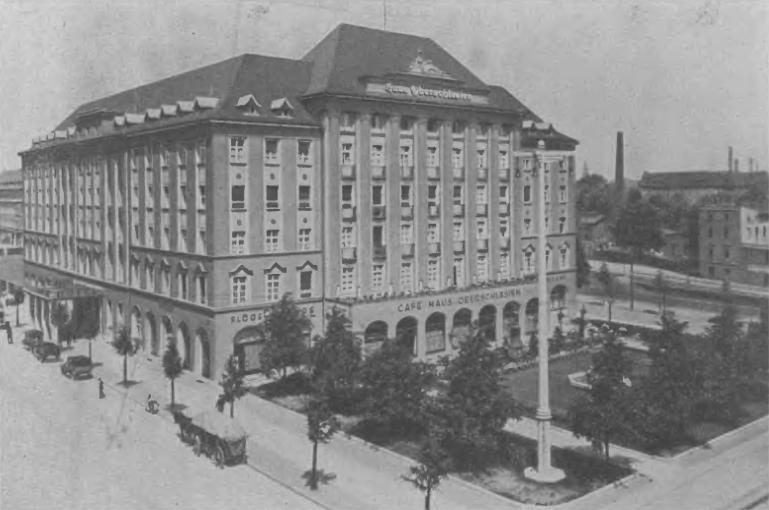
Haus Oberschlesien von Süden

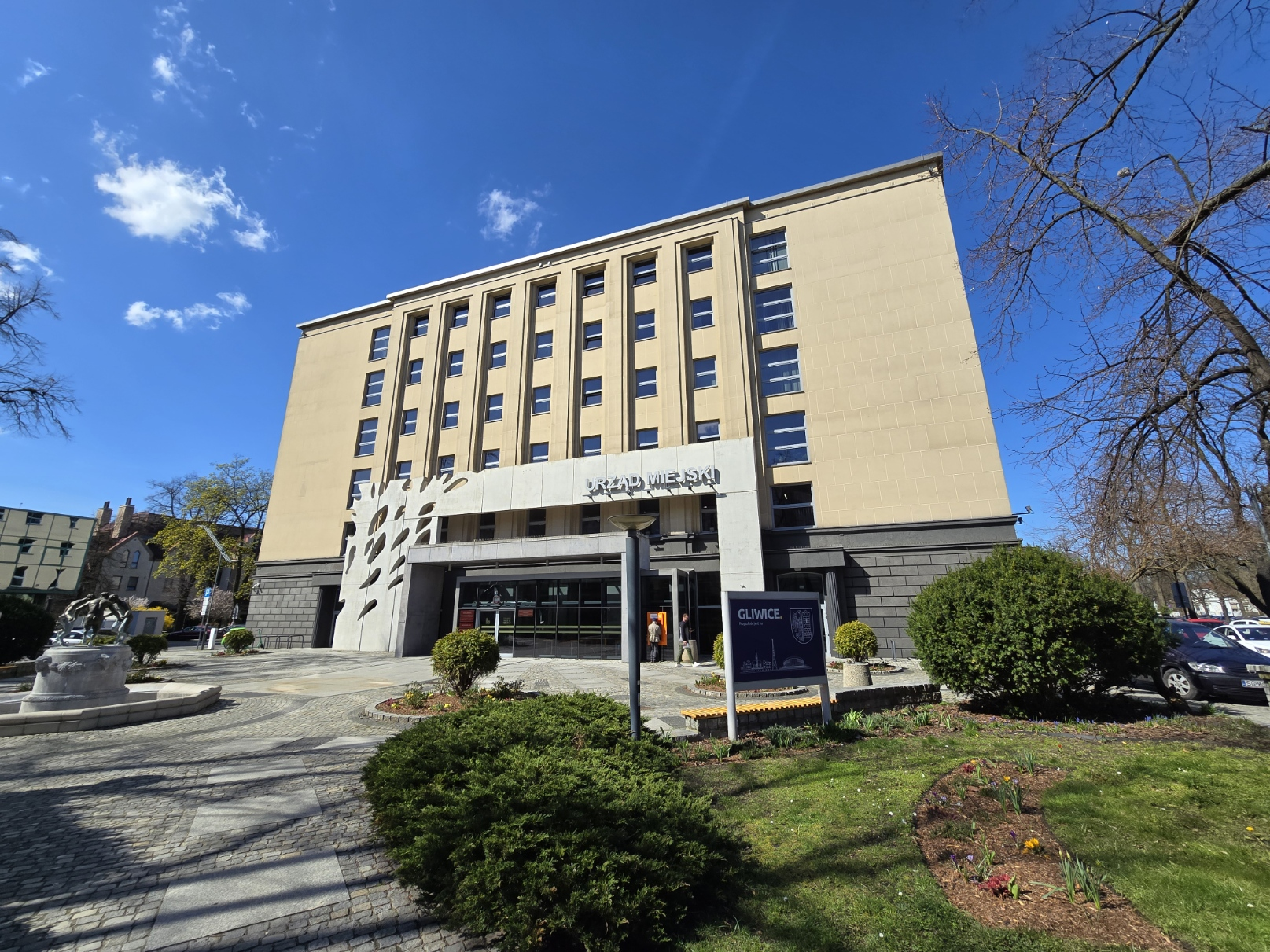
Das Gebäude 2024

Das Haus Oberschlesien war ein Hotel in der Wilhelmstraße in Gleiwitz. Heute ist das Gebäude Sitz der Stadtverwaltung von Gliwice.

## Geschichte
Die Entstehungsgeschichte des Hauses Oberschlesien fiel in die Zeit der Teilung Oberschlesiens, als Gleiwitz nach der Volksabstimmung in Oberschlesien 1921 als eine von drei Städten des Oberschlesischen Industriegebiets bei Deutschland verblieb. Dadurch rückte Gleiwitz in eine wichtige Position als Industriestandort. Viele Unternehmen siedelten aus Ostoberschlesien in den deutsch gebliebenen Teil des Industriegebiets über. Durch diesen Umstand erschien der Bau eines erstklassigen Hotels notwendig und ökonomisch sinnvoll.
Das Hotel an der Klodnitz wurde nach Entwürfen des Breslauer Architekten Richard Gaze 1924 begonnen und nach vielen Schwierigkeiten und Unterbrechungen 1928 fertiggestellt. Kurze Zeit später wurde vor dem Hotel der Brunnen mit den tanzenden Faunen aufgestellt.
Im Erdgeschoss befanden sich eine Empfangshalle, ein Restaurant, eine Weinstube und das „Café Haus Oberschlesien“. Das Hotel besaß 110 Gästezimmer. Im Festsaal befanden sich mehrere Wandgemälde des Malers Adolf Münzer, darunter Das Leben, Die Arbeit, Die Romanze, Die Musik und Der Tanz, das auch Die Schönwalder Hochzeit genannt wurde, weil darauf mehrere Schönwalder Brautpaare und Hochzeitsgäste in ihrer Schönwalder Tracht beim Tanzen im Freien dargestellt waren.
1945 wurde das Hotel durch die Sowjetarmee in Brand gesteckt, konnte danach aber instand gesetzt werden. Nach dem Zweiten Weltkrieg diente das Gebäude als Sitz der Stadtverwaltung.
Das Haus Oberschlesien wird auch im Roman Die erste Polka von Horst Bienek sowie in der Herrnstadt-Biografie Wäre es schön von Irina Liebmann erwähnt.

## Direktoren
- 1928–1931: Hans Elster
- 1931–1934: Josef Bonn
- 1934–1941: Karl Göring